# Hamrik (bestuur)
Hamrik of hemrik, Gronings hammerk, Fries himrik is een Oudfries woord waarmee het grondgebied van een dorp, met name het buitengebied wordt aangeduid. De naam komt van ham ('hoek, landtong, omheind gebied') met de uitgang -rik ('grondgebied'). Nieuwe dorpen die in het buitengebied van een bestaand dorp werden gesticht, kregen vaak de uitgang -hamrik. Zo ontstonden in het Dollardgebied de nederzettingen Noordbroeksterhamrik, Scheemderhamrik (Nieuw-Scheemda), Midwolderhamrik (Nieuwolda), Oostwolderhamrik, Finsterwolderhamrik, Beertsterhamrik (Nieuw-Beerta), Bunderhammrich en Ditzumerhammrich.
In het Duitse Rheiderland wordt met de term Hammrich of Wehrland wordt gewoonlijk het slagenlandschap achter van de Eemsoever aangeduid. De hamriken rond de Dollard werden in de zestiende eeuw eveneens als weerlanden aangeduid.
Een hamrik wordt soms verward met een marke. Men gaat er dan van uit dat deze gebieden oorspronkelijk ook onverdeeld waren. Dat was echter vooral in de tijd voordat marke-organisaties opkwamen.